# Parborlasia landrumae
Parborlasia landrumae är en djurart som tillhör fylumet slemmaskar, och som beskrevs av Gibson 1985. Parborlasia landrumae ingår i släktet Parborlasia och familjen Cerebratulidae. Inga underarter finns listade i Catalogue of Life.